# Cloruro de tionilo
El cloruro de tionilo  es un compuesto inorgánico de fórmula SOCl2. El SOCl2 es un reactivo químico usado en las reacciones de cloración. Es un líquido transparente a presión y temperatura ambiente, que se descompone alrededor de 140 °C. A veces el SOCl2 es confundido con el cloruro de sulfurilo, SO2Cl2, pero las propiedades químicas de estos compuestos, S(IV) y S(VI), difieren significativamente.

## Propiedades y estructura
La molécula SOCl2 es piramidal,oc indicando la presencia de un par de electrones en el centro del S(IV): en contraste, el COCl2 es plana.
SOCl2 reacciona con agua liberando cloruro de hidrógeno y dióxido de azufre.
H2O + O=SCl2 → 2 HCl + SO2
Dado que tiene una alta reactividad con el agua, el SOCl2 no se espera que se produzca en la naturaleza.

## Uso industrial
El cloruro de tionilo se usa en las baterías de cloruro de litio-tionilo como el material activo positivo y el litio como el negativo. También es usado como reactivo para la producción de otros compuestos químicos o materiales.
En el uso militar, el cloruro de tionilo se utiliza en el "di-di", método de producción de agente nerviosos de la serie G.

## Uso en química orgánica
El cloruro de tionilo es utilizado generalmente para convertir ácido carboxílicos y alcoholes en sus correspondientes acil cloruro y alquil cloruro respectivamente. Se prefiere a otros reactivos tales como el pentacloruro de fósforo porque los productos de la reacción del cloruro de tionilo, HCl y SO2, son gaseosos, simplificando la purificación del producto. El exceso de cloruro de tionilo puede ser eliminado por destilación.
RC(O)OH + O=SCl2 → RC(O)Cl +  SO2 + HCl
R-OH + O=SCl2 → R-Cl + SO2 + HCl
El ácido sulfónico reacciona con el cloruro de tionilo para producir dicloruro de tionilo.

### Reacciones varias
El cloruro de tionilo reacciona con la formamida primaria para formar isocianatos.
Las amidas reaccionan con el cloruro de tionilo para formar "cloruro imidoyl". Sin embargo, las amidas primarias calentados con cloruro de tionilo continúan reaccionando para formar nitrilos.

## Síntesis
En la síntesis industrial más importante se lleva a cabo la reacción del trióxido de azufre y del dicloruro de azufre.
SO3  +  SCl2  →  SOCl2  +  SO2
Otros métodos incluyen:
SO2 + PCl5  →  SOCl2  +  POCl3
SO2  +  Cl2  +  SCl2  →  2 SOCl2
SO3  +  Cl2  +  2 SCl2  →  3 SOCl2
La primera de las tres reacciones anteriormente citadas también produce oxicloruro de fósforo, que se asemeja al cloruro de tionilo en muchas de sus reacciones.

## Consideraciones de seguridad y toxicología
El SOCl2 es tóxico, corrosivo, y lacrimógeno. Peligroso por su inhalación y por contacto con la piel, mayor siendo oloroso.
La producción industrial está controlada bajo la Convención de Armas Químicas, donde aparece enumerada en la tabla 3 (son los productos químicos que se pueden utilizar como armas químicas tóxicas por sí mismos o utilizarlos en la fabricación de armas químicas pero que también tienen grandes aplicaciones industriales legítimas).